# كريس وول
كريس وول (بالإنجليزية: Chris Wall)‏ هو سياسي أيرلندي، ولد في 23 ديسمبر 1946 في دبلن في جمهورية أيرلندا. حزبياً، نشط في فيانا فايل. وقد انتخب عضو مجلس الشيوخ من أيرلندا عن دائرة الأعضاء المعينون في مجلس الشيوخ الأيرلندي ‏ وقد انضم خلال فترته النيابية ‏ (23 يونيو 2007 – 22 يوليو 2007)  للكتلة البرلمانية فيانا فايل.